# Podelzig
Podelzig är en kommun och ort i östra Tyskland, belägen i Landkreis Märkisch-Oderland i förbundslandet Brandenburg, omkring 15 km norr om Frankfurt (Oder) och nära floden Oder med gränsen mot Polen. Kommunen  administreras som en del av kommunalförbundet Amt Lebus, vars säte finns i staden Lebus 5 km söder om Podelzig.

## Kommunikationer
Genom orten passerar förbundsvägen Bundesstrasse 112 (Forst (Lausitz) - Küstriner Vorland) i nord-sydlig riktning.
Den tidigare järnvägen genom orten, i riktningarna mot Frankfurt (Oder) och Kostrzyn nad Odrą, utgjorde under 1800-talet en tid en del av stambanan mellan Berlin och Ostpreussen. Den förlorade i betydelse efter att Kostrzyn tillfallit Polen 1945, och är sedan år 2000 helt nedlagd.